# Пивоваров, Сергей Антонович
Сергей Антонович Пивоваров (10 октября 1914 — 23 февраля 1991) — Герой Советского Союза, командир миномётного расчёта 229-го стрелкового полка 8-й стрелковой дивизии. Красноармеец.

## Биография
Родился 10 октября 1914 года в городе Туле в семье рабочего. С 1925 года жил в посёлке Треполье Михайловского района Рязанской области. Окончил 7 классов. Работал в колхозе.
В Красной Армии в 1936—1939 годах и с 1941 года. В действующей армии с мая 1942 года.
Командир миномётного расчёта 229-го стрелкового полка (8-я стрелковая дивизия, 13-я армия, Центральный фронт) красноармеец Сергей Пивоваров отличился 27 сентября 1943 года в бою на подступах к реке Припять.
Огнём миномёта С. А. Пивоваров уничтожил до двух десятков гитлеровцев, вывел из строя самоходное орудие, чем способствовал стрелковому подразделению в овладении деревней Кошара в Белоруссии.
Указом Президиума Верховного Совета СССР от 16 октября 1943 года за образцовое выполнение боевых заданий командования на фронте борьбы с немецко-фашистским захватчиками и проявленные при этом мужество и героизм красноармейцу Пивоварову Сергею Антоновичу присвоено звание Героя Советского Союза с вручением ордена Ленина и медали «Золотая Звезда».
После войны отважный воин-миномётчик демобилизован. Возвратился в посёлок Треполье, работал в колхозе.
Затем проживал в Москве.
Умер 23 февраля 1991 года. Похоронен в Москве на Николо-Архангельском кладбище.

## Награды
- Медаль «Золотая Звезда» (№ 6635);
- орден Ленина;
- орден Отечественной войны 1-й степени;
- медали.